# 364-я стрелковая дивизия
364-я стрелковая дивизия (364 сд) — войсковое соединение (стрелковая дивизия) Красной армии СССР в годы Великой Отечественной войны
Полное наименование по окончании войны 364-я стрелковая Тосненская Краснознамённая дивизия.

## История

#### Формирование дивизии
Формирование дивизии началось 28 августа 1941 г. в военных лагерях Сибирского военного округа Черёмушки Омской области (в 12 километрах от города Омска) во исполнение постановления Государственного Комитета Обороны (ГКО) СССР № 459сс от 11.08.1941 г..
Дивизия формировалась из командиров, политработников и красноармейцев Омской и частично Новосибирской областей, призванных из запаса и прибывших из военных школ Сибирского Военного Округа.
Доукомплектование личным составом проводилось до 5.11.1941 г., в это время проводилась боевая учёба. Вооружение дивизией было получено не полностью, не хватало стрелкового оружия, артиллерии, зенитных установок.
На основании Директивы Ставки Верховного главнокомандования (ВГК) 004275 от 02.11.1941 г. дивизия вошла в состав 58-й резервной армии и получила приказ на передислокацию из Омска в Вожегу. С 10.11.42 г. дислоцировалась в селе Игнатово Ковжинского района Вологодской области. Продолжалось доукомплектование, получение материального имущества, проводилась боевая учёба.

#### 1942 год
На основании Директивы Ставки ВГК 170082 от 8.2.42 г. дивизия с 11.2 по 19.2 42 г. совершила пеший марш 240—260 км из района Игнатово на станцию Череповец, откуда к 23.2.42 г эшелонами прибыла на станции Дворец и Валдай.
На основании Боевого распоряжения 0741 штаба Северо-Западного фронта от 1.3.42 г. дивизия поступила в подчинение 1-й Ударной Армии и направлена в район 25 км южнее Старой Руссы.
С 23.03 по 10.04.1942 года дивизия принимала участие в боях в районе Демянска и Старой Руссы по отражению наступления противника, стремившегося деблокировать окруженную Демянскую группировку, занимая оборону в районе Великое село, Соколово, Ожедово (бои в районе Рамушевского коридора).
Принявшие первый бой красноармейцы, командиры и политработники дивизии проявили героизм и выучку. В первые дни боёв оборонявший село Чернышево отряд численностью до 40 человек почти 2 дня отбивал попытки наступления противника силами до батальона, пока защитники Чернышево почти все не были уничтожены миномётным и артиллерийским огнём. 23.3.42 г. под давлением превосходящих сил противника части дивизии отошли от Чернышево.
364 сд дивизия вела тяжёлые бои на фронте протяжённостью 11 км, отбивала многочисленные атаки врага и выполнила задачу, не допустив прорыва линии своей обороны. Дивизия понесла большие потери, в том числе в командном составе, прежде всего от действия немецкой авиации (в период наступления бомбардировку позиций осуществляли до 70 самолётов противника одновременно, по оценкам командования такие потери составляли до 50 % от всех потерь), но нанесла значительный урон в живой силе 8-й, 329-й немецким пехотным дивизиям, уничтожив более 5000 вражеских солдат и офицеров, разгромила офицерскую школу СС противника, уничтожив только в рукопашном бою до роты из её состава. С 22.3.42 г. по 10.4.42 года воинами дивизии подбиты 12 немецких танков и сбиты 4 самолёта.
Боевые действия 364 сд в апреле проходили в сложных погодных условиях весны 42 года — из- за быстрого таяния снега в лесисто — болотистой местности дороги стали трудно проходимы для любого вида транспорта, окопы залиты водой, ледоходом снесены мосты. В результате снабжение дивизии и боевых действий нарушено.
Обеспечение по всем видам питания ниже нормы: хлеба 0,2 суточной нормы, сухарей 0,7, крупы 0,9 суточной нормы, нет мяса и картофеля.
Советские позиции подвергаются систематическому массивному обстрелу артиллерией противника, в то время как в дивизии не хватает мин и снарядов, прежде всего больших калибров. По бездорожью боеприпасы на передовую доставлялись вручную бойцами дивизии. В Журнале боевых действий 364 сд записано:  «Резко отрицательный момент в действиях артиллерии — это частое отсутствие снарядов, что иногда и решало успех боя в пользу врага» . Кроме «снарядного голода», артиллерия дивизии осталась почти без тяги из-за убыли лошадей в результате боевых действий и невозможности полноценного кормления. Отражение атак противника проходило иногда только стрелковым оружием.
После окончания немецкого наступления 364 сд находилась в позиционной обороне на прежних рубежах. Дивизия получила пополнение, личный состав на 10 июня 1942 г. составил 5294 человека (около 50 % штатного состава дивизии). Прибывшее пополнение не имело такой длительной боевой подготовки, которую прошёл первоначальный состав дивизии, не хватало, прежде всего, младших командиров. 11 июня 1942 г. в соответствии с приказом Военного Совета 1-й ударной армии дивизия передислоцируется и занимает позиции на правом берегу реки Ловать, осуществляет работы по строительству линии обороны на фронте 12 км, проводится боевая подготовка рядового и командного состава.
25.6.42 г. дивизия передислоцируется и занимает оборону в районе Хмели, Фомино, Сотино, затем ведёт бои в районе сёл Коровитчино и Сутоки.
06.07.42 г. дивизия выполнила поставленную задачу овладеть укрепленным узлом противника деревней Коровитчино. 1216 стрелковый полк после артиллерийской и авиаподготовки при поддержке взвода танков атаковал Коровитчино и занял деревню. В результате боя убито и ранено около 200 солдат и офицеров противника. Захвачены 3 танка (из них 2 исправных), 5 станковых и 3 ручных пулемета,32 винтовки и боеприпасы. Потери дивизии: убиты 4 человека, ранены 20.
С 17.08.42 г. дивизия с другими частями 1-й ударной армии участвует в наступлении в районе деревни Сутоки с задачей перерезать дорогу Бяково — Омычкино. В случае успеха это давало возможность соединиться с войсками 11-й армии и прервать пути снабжения Демянской группировки немцев. В первые дни наступления части дивизии успешно продвигались и заняли две немецкие линии обороны. Противник ввёл в бой резервы, перешел в контрнаступление и остановил продвижение советских частей. Боевые действия в этом районе продолжались до сентября 1942 г., против 364 дивизии в районе деревень Закорытино и Новоселье в них отмечено участие добровольческого корпуса СС «Дания».
В тяжёлых боях, продолжавшихся с 17.8.42 г. по 13.9.42 г. вражеские потери убитыми и ранеными составили 2850 солдат и офицеров. Потери 364 дивизии убитыми и ранеными на 31.8.42 г. 3029 человек.
13.9.42 г. Боевым приказом 0124 штаба 1-й Ударной армии 364 сд выводится в резерв Северо- Западного фронта, 17.09.1942 года передана в состав 2-й резервной армии.
На марше при передислокации дивизией получен Боевой приказ № 0191 1-й Ударной армии от 17.09.1942 г., в котором отмечался боевой путь 364 сд: «364 сд уходит из состава войск 1ой Ударной армии. В течение 6 месяцев дивизия дралась на разных участках фронта, показывая образцы умения вести бой, храбрости и преданности нашей Родине… На счету дивизии много уничтоженных фашистов… Много бойцов, командиров и политработникови 364 стрелковой дивизии проявили в боях подлинный героизм и отвагу… (и) награждены правительственными наградами…» . Военным Советом 1-й Ударной армии объявлена благодарность командованию и всем бойцам, командирам и политработникам дивизии.
Дивизия передислоцируется в район города Вологда. Получение пополнения и материальной части происходит с запозданием, командование дивизии использует это время для проведения боевой учёбы с рядовым и командным составом. Прибытие пополнения происходило неравномерно, поэтому боевая учёба проводилась по мере его поступления и подразделения проходили разную по времени подготовку.
К 16.12.1942 года получение материальной части было закончено и дивизия в составе 8-й армии Волховского фронта передислоцируется в район Хотово, затем в район Жихарево и Рабочего посёлка № 2, где оборудует позиции, продолжает боевую подготовку.

#### 1943 год
Дивизия приняла участие в стратегической наступательной операции «Искра» по прорыву блокады Ленинграда, проводившейся силами Ленинградского и Волховского фронтов с 12 по 30 января 1943 года, и в боях после её успешного завершения.
14.01.1943 г. 364 сд в составе 8-й армии перешла в наступление на левом фланге войск Волховского фронта в районе деревни Гайтолово (в настоящее время не существует), юго — восточнее Синявинских высот.
В Выписке из журнала боевых действий 8-й армии за январь 1943 г. записано: « Боевые действия войск армии с 12 по 15.1.43 года сковали действия противника, привлекли на себя основную массу его огня (Мгинской группировки артиллерии), обеспечив тем самым прорыв обороны пр-ка частями 2 ударной армии…20.1.43 г. наиболее интенсивному обстрелу подвергались боевые порядки 364 сд.».
В период боёв с 14.01 по 28.01.43 г. дивизией убито и ранено до 2000 солдат и офицеров противника, подбито 10 танков, уничтожено и другое вооружение. Безвозвратные потери дивизии за этот период 781 человек.
С 29.01.1943 г. приказом 227/017 по 8-й армии дивизия вошла в состав 2-й ударной армии, продолжила наступательные действия в районе Синявино и Синявинских высот, высота 43.3. Дивизия действовала в составе 1212 и 1216 стрелковых полков, 1214 сп действовал в составе 80-й стрелковой дивизии. В период с 31.1. по 12.2.43 г. дивизия продолжала наступление и отбивала немецкие контратаки — до 14 контратак противника, проводимых силами от роты до 2-х батальонов при поддержке до 5 танков. В результате тяжёлых боёв дивизия смогла взять юго — восточные скаты сильно укреплённой Синявинской высоты 43.3., но полностью овладеть высотой не смогла.
Синявинские высоты — гряда с двумя господствующими высотами, одна — с отметкой 43,3. и вторая с отметкой 50.1, позволяли контролировать и оказывать огневое воздействие на территории между Волховским и Ленинградским фронтами, от Ладожского озера на севере до реки Мга на юге. В силу стратегического значения высот противник построил на них мощную глубоко эшелонированную оборону, прорвать которую советским войскам не удавалось с момента начала Блокады Ленинграда. Тяжёлые упорные бои за Синявинские высоты по сути бои за жизнь Ленинграда. Наступательные операции с целью захвата Синявинских высот проводились так же летом и осенью 1943 г.. Высота 43.3. была взята войсками Ленинградского фронта в сентябре 1943 г., высота 50.1. занята советскими войсками в январе 1944 года в ходе Ленинградско-Новгородской операции по полному снятию блокады Ленинграда.
За руководство дивизией в операции « Искра» командир дивизии Соловьев 8.02.1943 г. награждён орденом Кутузова II ст.
10.03.1943 г. дивизия передана в состав 8-й армии.
В дивизии насчитывалось 1321 человек, награжденных орденами и медалями, из них Орденом Ленина 1 человек, орденом Красного Знамени 65 человек, Oрденом Кутузова II степени 1 человек, Oрденами Отечественной войны I и II степени 25 человек, Орденом Алесандра Невского 3 человека, Орденом Красной Звезды 220 человек, медалями За Отвагу и За Боевые Заслуги 1006 человек.
С 11.03 по 07.1943 г. 364 сд находится в резерве 8-й армии и в боевых действиях участия не принимает.
17.7.43 г. личному составу дивизии были вручены медали За Оборону Ленинграда.
В конце июля 1943 года 364 дивизия участвовала в проводимой 8 — й армией Волховского фронта наступательной операции по прорыву обороны и уничтожению Мгинско — Синявинской группировки немцев.
В целях соблюдения скрытности сосредоточение войск осуществлялось только в ночное время, приказы отдавались только в письменном виде. Были построены танковые и автомобильные дороги, снято 19 минных полей, всего снято 7670 противопехотных и 6449 противотанковых мин.
Наступление частей 8-й армии силами 4 стрелковых дивизий, 4 танковых полков и 2 танковых бригад (всего 88 танков) началось 22.7.43 г. после артиллерийской и авиаподготовки в районе деревни Тортолово и деревни Карбусель (в настоящее время не существует), но продвижение атакующих было незначительным. Сказались недостатки подготовки наступления и сложные условия местности. Огонь передней линии немецкой обороны в результате артподготовки и авиаудара в начале наступления серьёзной организованной силы не представлял, но не удалось разведать и подавить артиллерийские позиции в глубине обороны, откуда артиллерия противника огнём препятствовала наступлению. Не все пулемётные точки в подвалах разрушенных зданий были предварительно установлены. Условия местности — лес и болота — не позволяли вести огонь орудиями прямой наводки для уничтожения артиллерии и огневых точек. Танковые части не смогли обеспечить успешное продвижение наступающих подразделений, 18 танков были подбиты неподавленной немецкой артиллерией, 28 танков при подходе к боевым порядкам противника застряли в болоте или вышли из строя из-за технических неисправностей, 8 танков подорвались на минных полях.
364 сд наступала при поддержке 33 гвардейского тяжёлого танкового полка (9 танков КВ и 9 Т-26), встретив сильное сопротивление противника, перешла к действиям штурмовыми группами, отбивала немецкие контратаки и так же продвижения не имела. К 27.7.43 г. наступление частей 8-й армии остановилось.
После остановки общего наступления советские войска до середины августа всеми огневыми средствами и ударами авиации воздействовали на оборону противника, отражали немецкие контратаки. Дивизии проводили локальные наступательные действия с целью определить слабые места в обороне противника, но безуспешно.
В боях дивизии с 22.7.43 г. по 22.8.43 г. было убито и ранено 3950 солдат и офицеров противника, уничтожено 48 орудий, 15 шестиствольных реактивных миномётов и другое вооружение. Потери дивизии в этот период убитыми 1113 человек, ранеными 3326 человек.
В дальнейшем 364 сд занимала позиции в районе Лодва, Сиголово, Карбусель, укрепляла линию обороны, вела огневой бой с противником, проводила разведки боем, боевую учёбу.

#### 1944 год
В начале 1944 года во время проведения Новгородско-Лужской операции Волховского фронта (составной части стратегической Ленинградско-Новгородской операции, проводимой 14.01-01.03.1944 г. Ленинградским и Волховским фронтами с целью полного снятия блокады Ленинграда), 26.01.1944 г. 364-я стрелковая дивизия и другие войска 119 стрелкового корпуса (командир корпуса генерал-майор Фетисов) 54 -й армии — 18-я стрелковая Мгинская дивизия и 1-я Отдельная стрелковая бригада, в результате упорных боёв, разгромив части 212-й немецкой пехотной дивизии, штурмом овладели железнодорожной станцией и городом Тосно и крупными опорными пунктами противника Ушаки, Жары, перерезав на этом участке Октябрьскую железную дорогу и Ленинградское шоссе.
Войскам, участвовавшим в освобождении городов Тосно и Любань, приказом Верховного Главнокомандующего от 28 января 1944 г. объявлена благодарность и в Москве дан салют 12 артиллерийскими залпами из 124 орудий. За отличие в боях с немецкими захватчиками за освобождение города Тосно 364 дивизии присвоено почётное наименование «Тосненская».
Весной 1944 г. дивизия в составе 119 стрелкового корпуса 54-й армии участвует в Псковской наступательной операции (9 марта — 15 апреля 1944 г.), в которой наступление Красной армии в полосе немецкой оборонительной линии Пантера, несмотря на локальные успехи, не смогло достичь поставленных целей.
9.3.44 г. 364 сд в числе 5 дивизий 54-й армии при поддержке артиллерийской группировки, бронетанковых частей и участии инженерно — сапёрных бригад перешла в наступление, имея общую задачу овладеть городом Остров и форсировать реку Великая.
Противник, опираясь на сильно укреплённые оборонительные сооружения, оказывал упорное сопротивление при активной поддержке мощной артиллерийской группировки. В результате боёв с 9.3. по 12.3.44 года оборона противника не была прорвана. Советские войска продолжили наступательные действия.
С 30.3. по 4.4. 44 года 364 сд смогла прорвать оборону противника в районе Огнянниково, Абросово, Загубье и выйти ко второму оборонительному рубежу по шоссе и железной дороге Псков — Остров, но дальше продвинуться не смогла.
С 31 марта 1944 г. дивизия, оставаясь на достигнутом рубеже, вела бои местного значения, изматывая противника и нанося ему урон в живой силе.
Тяжелые бои на этом участке фронта продолжались до апреля 1944 г.
30.4.1944 г. дивизия выведена из обороны и вошла в состав 123 стрелкового корпуса. С 3.5.44 г. по 23.6 44 г. проходила переформирование и доукомплектование. С 23.6.44 г. по 26.6.44 г. вела бои в районе Погостище, Зуево Ленинградской области.
В дальнейшем «364-я стрелковая дивизия, отличившись в боях при прорыве блокады Ленинграда, продолжала свой боевой путь через Псков, Остров, Пыталово, но уже в составе войск 3-го Прибалтийского фронта».
Летом 1944 г. 364-я стрелковая дивизия в составе 123 стрелкового корпуса 67-й армии участвует в Псковско-Островской наступательной операции (11-31.07.1944 г.), в которой Красная армия нанесла поражение 18-й немецкой армии, был занят Псковско-Островский укрепленный район противника в полосе долговременной оборонительной линии «Пантера» — осуществлено то, что не удалось советским войскам в ходе веcеннего наступления 1944 г..
В двадцатых числах июля 1944 года 364 сд вела бои в Латвии, 24 июля дивизия освободила город Виляка и поселок Жигури. 29 июля 1944 г. дивизия, совместно со 122-й танковой бригадой, овладела посёлком Лиепна..
Во время проведения Тартуской операции 3 Прибалтийского фронта (10.08-06.09.1944 г.) 19 августа 1944 года, находясь в составе 123-го стрелкового корпуса 54-й армии, 364 дивизия, с приданными ей 122-й танковой бригадой и 384-м истребительным противотанковым артиллерийским полком, освободили город Алуксне. С 23 июня, пройдя около 150 километров, 364 сд освободила от фашистов более 200 населенных пунктов Псковской области и Латвии. В дальнейшем дивизия приняла участие в Рижской наступательной операции (14.09-21.10.1944 г.). В ходе боёв за освобождение Латвии дивизией уничтожено более 2000 солдат и офицеров противника, взято в плен 110 солдат и офицеров.
К 18.12.44 г. дивизия передислоцирована в район железнодорожной станции Мроз (Польша) и занимается боевой подготовкой.

#### 1945 год
C 4.1.45 г. по 8.1.45 г., совершив 120 километровый марш, дивизия занимает оборону по реке Висла в районе Демблин и в составе 3-й Ударной армии 1 Белорусского фронта принимает участие в Варшавско-Познанской операции (14.01-03.02.1945 г., составной части Висло-Одерской операции). 15.1.1945 г., форсировав реку Висла и прорвав оборону противника, дивизия с боями овладела городами Козенице, Пионки и другими населёнными пунктами. Войскам, участвовавшим в боях при прорыве обороны противника на западном берегу Вислы, в ходе которых были освобождены Козенице и другие города, приказом Верховного Главнокомандующего от 16 января 1945 г. объявлена благодарность и в Москве дан салют 20 артиллерийскими залпами из 224 орудий. После окончания этих боёв дивизия в составе 3-й Ударной армии принимает участие в Арнсвальде-Кольбергской операции (01-18.03.1945 г., составной части Восточно-Померанской операции), в ходе которой, преследуя противника, 364 сд вышла на побережье Балтийского моря в районе города Кольберг.

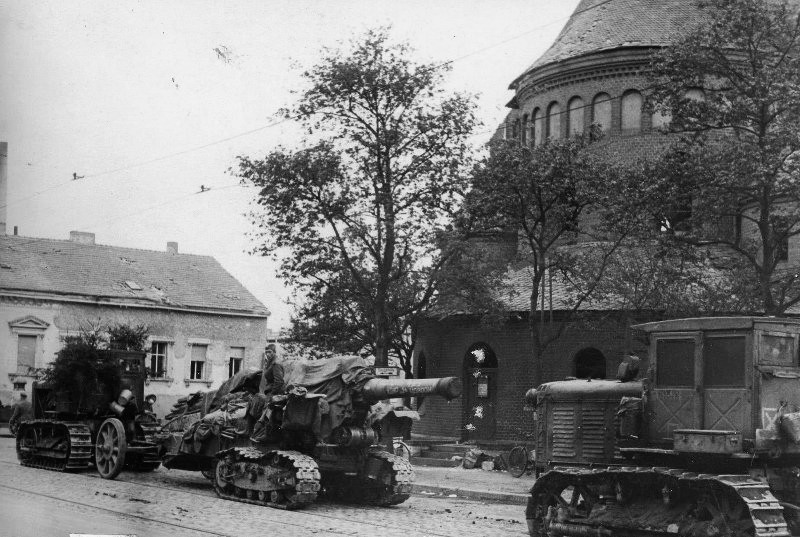
Советская тяжелая артиллерия входит в Берлин. 28 апреля 1945 года

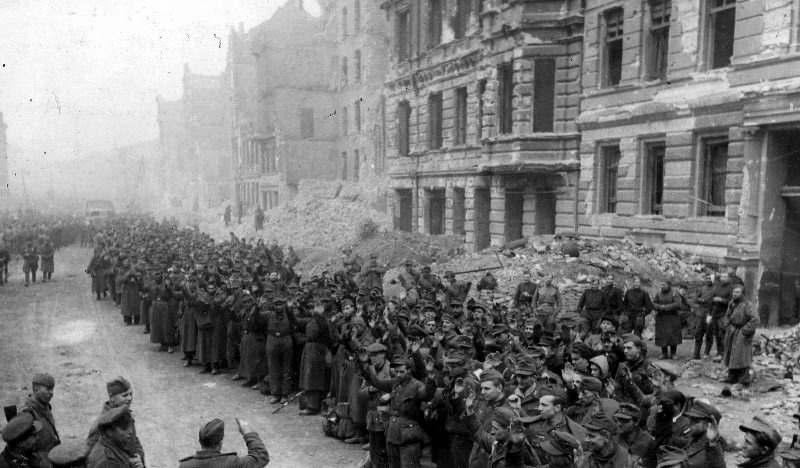
Берлин. Немецкие солдаты и офицеры сдаются в плен советским войскам. 4 мая 1945 года

После её завершения дивизия в составе 7 стрелкового корпуса 3-й Ударной армии 1 Белорусского фронта приняла участие в Берлинской наступательной операции (16.04-02.05.1945 г.), в ходе которой 364-я стрелковая дивизия участвовала в штурме столицы нацистской Германии города Берлина.
22.4.1945 г. части дивизии ворвались в предместья Берлина. 3 Ударная армия наступала непосредственно в направлении Рейхстага. 1 мая 1945 г. части дивизии вели тяжёлые бои в центре Берлина в районе аллеи Ландсбергер, парка Фридрихсхайн (около 6 км от Рейхстага)и Штеттинского вокзала (около 3 км от Рейхстага), продвигались вперёд, преодолевая упорное сопротивление противника, оборонявшегося и контратаковавшего с применением штурмовых орудий. Воины 150-й стрелковой дивизии 3-й Ударной армии 1 Белорусского фронта 1 мая 1945 года подняли Знамя Победы над Рейхстагом. 2 мая 1945 г. в 4.00 противник прекратил огневое сопротивление и берлинский гарнизон капитулировал.
3-й Ударной армией в Берлинской операции командовал генерал В. И. Кузнецов, командовавший в начале 1942 года 1-й Ударной армией, под началом которого 364 дивизия в 1942 г. начинала войну.
Войскам, участвовавшим в боях за овладение Берлином, приказом Верховного Главнокомандующего от 2 мая 1945 г. объявлена благодарность и в Москве дан салют 24 артиллерийскими залпами из 324 орудий.
Указом Президиума Верховного Совета СССР 11.6.1945 г. за образцовое выполнение заданий командования в боях немецкими захватчиками при овладении столицей Германии городом Берлин и проявленные при этом доблесть и мужество 364-я дивизия была награждена Орденом Красного Знамени.
Директивой Ставки ВГК № 11095 от 29 мая 1945 г. 1-й Белорусский фронт переименован в Группу советских оккупационных войск в Германии, в соответствии с этой директивой 364 дивизия в составе 7 стрелкового корпуса 3-й Ударной армии вошла в состав Группы советских войск в Германии.
Полное название — 364-я стрелковая Тосненская Краснознамённая дивизия.

## Награды и почётные наименования
| Награда (наименование)             | Дата награждения    | За что получена |
| ---------------------------------- | ------------------- | --- |
| Почётное наименование «Тосненская» | 29 января 1944 года | За отличие в боях с немецкими захватчиками за освобождение города Тосно Приказом Верховного Главнокомандующего № 013. О присвоении наименований частям Красной Армии, отличившимся за освобождение городов Тосно и Любань, — «Тосненских» и «Любаньских» 29 января 1944 г. присвоено почётное наименование «Тосненская». |
| Орден Красного Знамени             | 11 июня 1945 года   | За образцовое выполнение заданий командования в боях немецкими захватчиками при овладении столицей Германии городом Берлин и проявленные при этом доблесть и мужество награждена Указом Президиума Верховного Совета СССР от 11 июня 1945 года                                                                           |

## Подчинение
| Дата                                 | Фронт (округ)           | Армия                | Корпус (группа)                    | Примечания        |
| ------------------------------------ | ----------------------- | -------------------- | ---------------------------------- | ----------------- |
| Август-ноябрь 1941 года              | Сибирский ВО            |                      |                                    | Формирование      |
| Ноябрь 1941 — 01.03.1942 года        |                         | 58-я резервная армия |                                    | Доукомплектование |
| 01.03- сентябрь 1942 года            | Северо-Западный фронт   | 1-я Ударная армия    |                                    |                   |
| 09-14.12.1942 года                   |                         | 2-я резервная армия  |                                    |                   |
| 14.12.1942 — январь 1943 года        | Волховский фронт        | 8-я армия            |                                    |                   |
| Январь-март 1943 года                | Волховский фронт        | 2-я Ударная армия    |                                    |                   |
| Март 1943 года — январь 1944 г.      | Волховский фронт        | 8-я армия            |                                    |                   |
| Январь 1944 года                     | Волховский фронт        |                      |                                    |                   |
| Январь 1944 года                     | Волховский фронт        | 54 армия             | 119-й стрелковый корпус            |                   |
| Февраль 1944 года — апрель 1944 года | Ленинградский фронт     | 54 армия             | 119-й стрелковый корпус            |                   |
| Май 1944 года -июль 1944 года        | 3-й Прибалтийский фронт | 67-я армия           | 123-й стрелковый корпус            |                   |
| Август 1944 года                     | 3-й Прибалтийский фронт | 1-я Ударная армия    | 123-й стрелковый корпус            |                   |
| Сентябрь 1944 года                   | 3-й Прибалтийский фронт | 54 армия             | 123-й стрелковый корпус            |                   |
| Октябрь 1944 года                    | 3-й Прибалтийский фронт |                      |                                    |                   |
| Ноябрь 1944 года                     | 2-й Прибалтийский фронт | 3-я Ударная армия    | 7-й стрелковый корпус              |                   |
| Декабрь 1944 года                    | 2-й Прибалтийский фронт | 3-я Ударная армия    | 12-й гвардейский стрелковый корпус |                   |
| Январь 1945 года — май 1945 года     | 1-й Белорусский фронт   | 3-я Ударная армия    | 7-й стрелковый корпус              |                   |

С 22 ноября 1946 г. на базе 364 — й стрелковой дивизии создана 15-я механизированная Тосненская Краснознамённая дивизия.

## Состав дивизии
- Управление дивизии
- 1212-й стрелковый полк
- 1214-й стрелковый полк
- 1216-й стрелковый полк
- 937-й артиллерийский полк
- 398-й отдельный истребительно-противотанковый дивизион
- 223-я зенитная батарея — до 15.03.1943 г.
- 766-й миномётный дивизион (до 20.09.1942 г.)
- 278-й пулемётный батальон (14.12.1942 г.-15.03.1943 г.)
- 436-я отдельная разведывательная рота
- 654-й отдельный сапёрный батальон
- 825-й отдельный батальон связи (313-я отдельная рота связи)
- 459-й медико-санитарный батальон
- 452-я отдельная рота химической защиты
- 157-я (489-я) автотранспортная рота
- 228-я полевая хлебопекарня
- 797-й (687-й) дивизионный ветеринарный лазарет
- 1422-я полевая почтовая станция
- 709-я полевая касса Госбанка

## Командование дивизии

### Командиры
- 27.09.1941 г.-12.03.1943 г. Соловьёв, Филипп Яковлевич, генерал-майор
- 13.03.1943 г.- 28.05.1944 г. Вержбицкий, Виктор Антонович, полковник
- 29.05.1944 г.- 08.07.1944 г. Макулькин, Фёдор Аристархович, полковник
- 09.07.1944 г.-ХХ.06.1945 г. Воробьёв, Иван Андреевич, полковник
- ХХ.06.1945 г. -ХХ.11.1945 г. Гавилевский, Пётр Саввич, генерал-майор

### Начальники штаба
- Виниковский Лазарь Ильич, полковник, август 1941 г. — январь 1944 г.
- Бадин Иван Афиногенович, подполковник, январь 1944 г. — июль 1945 г.

### Комиссары дивизии
- Максимов Иван Васильевич, старший батальонный комиссар, август 1941 — апрель 1942 г.
- Ходаков Анатолий Семенович, полковой комиссар, апрель 1942 — октябрь 1942 г.

### Начальники политотдела дивизии[32]
- Ходаков Анатолий Семенович, подполковник, октябрь 1942 г. — октябрь 1943 г.
- Начичко Тимофей Никитович, полковник, октябрь 1943 года — июнь 1945 г.

## Отличившиеся воины дивизии
- Архипов Юрий Михайлович (1923 г. — 2002 г.), старший сержант, командир отделения 1216-го стрелкового полка. Подвиг совершил 31.03.1944 г. в боях при прорыве глубоко эшелонированной обороны противника по реке Великая у города Остров. Звание Героя Советского Союза присвоено Указом Президиума Верховного Совета СССР от 24 марта 1945 года[33].
- Агафонов Василий Афиногенович (1916 г. — 1995 г.), старшина, старшина 5-й стрелковой роты 1216 стрелкового полка. Полный кавалер Ордена Славы (даты награждения 09.04.1944 г., 30.06.1944 г., 31.05.1945 г.)
- Датунашвили Константин Алексеевич (1911 г. — 8 августа 1944 г.), сержант, помощник командира взвода пешей разведки 1216-го стрелкового полка. Полный кавалер Ордена Славы (даты награждения 09.02.1944 г., 15.03.1944 г., 24.03.1945 г.). 4 августа 1944 г. был ранен в бою, 8 августа 1944 года скончался от полученных ранений. Первоначально похоронен в селе Лиепна, перезахоронен на воинском кладбище в городе Алуксне.
- Тишаков Василий Фёдорович (1924 г. — 2009 г.), ефрейтор, командир отделения разведки 937-го артиллерийского полка 364-й стрелковой дивизии. Полный кавалер Ордена Славы (даты награждения 05.02.1944 г., 25.05.1945 г., 19.08.1955 г.)
- Грецов Семён Васильевич (1902 г. — 1975 г.), красноармеец, затем сержант; санитарный инструктор санитарного взвода 1-го стрелкового батальона 1214-го стрелкового полка. Единственный кавалер шести Медалей «За Отвагу».
- Всего за время Великой Отечественной войны более 13000 воинов 364-й стрелковой Тосненской Краснознамённой были награждены орденами и медалями дивизии[34]

## Дивизионная газета
- Красноармейская газета «За Родину», полевая почта 1422

Редактор газеты капитан Ермаков Александр Васильевич

## Память
- Памятник-стела воинам 364-й стрелковой дивизии. Установлен на участке рубежа, где сражались воины 364-й стрелковой дивизии при освобождении Тосненского района от фашистских захватчиков.

Расположение памятника — Ленинградская область, Тосненский район, деревня Нурма, Нурминское сельское поселение, 4.5 км восточнее.
- Братская могила воинов 364-й дивизии и местных жителей в посёлке Шапки Ленинградской области.

В центре мемориала скульптуры двух советских воинов, возлагающих венок, по обе стороны от скульптурной композиции мемориальные плиты с именами захороненных. На одной из плит написано:  «Здесь захоронены командиры и бойцы 364-й Сибирской Краснознаменной Тосненской дивизии. Павшим в боях за освобождение пос. Шапки Тосненского района. Вечная память советским воинам, погибшим в боях против немецко-фашистских захватчиков при освобождении земли Шапкинской». В братской могиле захоронены 297 воинов 364 стрелковой дивизии и 8 местных жителей, казнённых немецкими оккупантами в 1941 г.
Расположение мемориала: кладбище посёлка Шапки, Тосненский район, Ленинградская  область.
- Памятный знак «Факел Знамя»*** На памятном знаке, выполненном в виде стилизованных знамени и пламени факела, буквами, прорезанными в металлическом листе, занесено: "Тортолово. Здесь до 1941 г. Находилась деревня Тортолово, рубеж обороны советских войск Волховского фронта с сентября 1941 г. по январь 1944 г. Здесь сражались воины 11 с.д., 265 с.д, 286 с.д., 296 с.д., 310 с.д. 364 с.д., и 73 с.бр ". Расположение памятного знака: урочище Тортолово, Мгинское городское поселение , посёлок Апраксин, 2 км северо- восточнее. Памятный знак установлен на территории бывшей деревни Тортолово 9 мая 1979 года аспирантским составом Ленинградского инженерно-строительного института.
- Музей областного дома ветеранов Министерства культуры Омской области. 364-я стрелковая Тосненская Краснознамённая дивизия.